# マーブリング・ファインアーツ
株式会社マーブリング・ファインアーツは、主に映像用の美術製作を行う日本の企業である。
特撮作品のミニチュア製作を主に手がける。平成「ゴジラ」「ガメラ」シリーズなどで破壊される石膏製のミニチュアは、同社の製作である。

## 概要・沿革
- 商号：株式会社マーブリング・ファインアーツ
- 設立：1974年1月
- 本社所在地：東京都調布市国領町8丁目4-12
- 代表取締役社長：岩崎憲彦

円谷プロダクションで特撮ステージのホリゾントの背景画を描いていた高屋文治が独立して設立し、現在はスタッフの岩崎憲彦が2代目社長となっている。また、1970年代から1980年代にかけて特撮研究所で美術を手掛けた大澤哲三や松原裕志、元スドー・アート工房の山本和弘も所属している。
現在はイベント展示用のミニチュアも手掛けるほか、デジタル・操演・撮影・演出などのパートと連携した、特定シーンの完成までをワンストップで行える体制を構築している。

## 参加作品（映画）
- 「帝都物語」（1988年）
- 「ガンヘッド」（1989年）
- 「ゴジラ」シリーズ(1989年「ゴジラvsビオランテ」～2016年「シン・ゴジラ」)
- 平成「ガメラ」シリーズ（1995年「ガメラ 大怪獣空中決戦」～2006年「小さき勇者たち〜ガメラ〜」）
- 平成「モスラ」3部作（1996年「モスラ」～1998年「モスラ3 キングギドラ来襲」）
- 「陰陽師」（2001年）
- 「陰陽師II」（2003年）
- 「日本沈没」(2006年)
- 「マリと子犬の物語」(2007年)
- 「茶々 天涯の貴妃」（2007年）
- 「山のあなた〜徳市の恋〜」（2008年）
- 「私は貝になりたい」（2008年）
- 「沈まぬ太陽」（2009年）
- 「ヴィヨンの妻 〜桜桃とタンポポ〜」（2009年）
- 「こちら葛飾区亀有公園前派出所 THE MOVIE 〜勝どき橋を封鎖せよ!〜」（2011年）

## 参加作品（テレビ）
- ウルトラマンシリーズ（1996年 - ）
- 超星神シリーズ（2003年「超星神グランセイザー」～2006年「超星艦隊セイザーX」）
- 「生物彗星WoO」（2005年）
- 「Kawaii! JeNny」(2007年)
- 「東京大空襲」（2008年）
- 「黒部の太陽」（2009年）
- 「ネオ・ウルトラQ」（2013年）
- 「超速パラヒーロー ガンディーン」（2021年）

## その他
2008年にミニチュアセット製作を手掛けた映画『山のあなた〜徳市の恋〜』を2009年のVESアワード（アメリカ特殊効果協会賞）のミニチュア部門に独自に出品し、全25部門中で日本映画としては唯一ノミネートされるが、同部門の受賞作品は『ダークナイト』に決まり、受賞は逃した。この映画では、1/5サイズという日本映画としては大型のミニチュアセットが組まれた。